# El regne animal
El regne animal (títol original en francès, Le Règne animal) és una pel·lícula francesa coescrita i dirigida per Thomas Cailley i estrenada el 2023. Va ser la pel·lícula inaugural de la secció Un certain regard al 76è Festival Internacional de Cinema de Canes. L'any 2024, la pel·lícula va rebre 12 nominacions a la 49a cerimònia del Premis César, inclosa millor pel·lícula, millor direcció i millor actor per Romain Duris. S'ha doblat i subtitulat al català.

## Argument
Mentre el món ja s'ha acostumat a una epidèmia de mutacions que transformen els humans en animals, François s'ha de traslladar al sud de França per estar més a prop de la seva dona Lana, afectada per aquesta misteriosa malaltia i enviada a un centre especialitzat. Allà, ell i el seu fill Émile s'han de reinventar en un món que està poblat de criatures d'un nou tipus.

## Producció
El regne animal és el segon llargmetratge del director francès Thomas Cailley després de Les Combattants (2014).
La idea inicial neix d'un guió de Pauline Munier escrit quan encara era estudiant a La Fémis. Thomas Cailley va descobrir aquesta història mentre participava en un treball de lectura del jurat dels alumnes de l'escola. Aleshores va suggerir que Pauline Munier escrigués amb ell un llargmetratge basat en aquesta idea dels humans que es transformen adquirint trets animals.
Les criatures meitat humanes i meitat animals de la pel·lícula són el resultat d'un intens treball de preproducció: dos anys abans del rodatge, Thomas Cailley va treballar durant 6 mesos amb el dibuixant de còmics Frederik Peeters «per desenvolupar un bestiari complet: mamífers, ocells, artròpodes, vam buscar per tot arreu». El director també es va interessar per les escultures de Ron Mueck i Patricia Piccinini, per tal d'evitar caure en «coses conegudes, siluetes de fantasia heroica o videojocs, en una imaginació massa viril». Les criatures es van crear mitjançant una barreja de maquillatge físic, efectes animatrònics i efectes digitals en postproducció. Cailley també va treballar amb el guionista Sylvain Despretz per desenvolupar i pressupostar les escenes de la pel·lícula.

## Premis
- LVI Festival Internacional de Cinema Fantàstic de Catalunya: millors efectes especials[11]
- Premi Louis-Delluc 2023
- Premis Lumières 2024: Millor direcció per a Thomas Cailley[12]